# Cellule sanguine
 (avril 2020).
Si vous disposez d'ouvrages ou d'articles de référence ou si vous connaissez des sites web de qualité traitant du thème abordé ici, merci de compléter l'article en donnant les références utiles à sa vérifiabilité et en les liant à la section « Notes et références ».

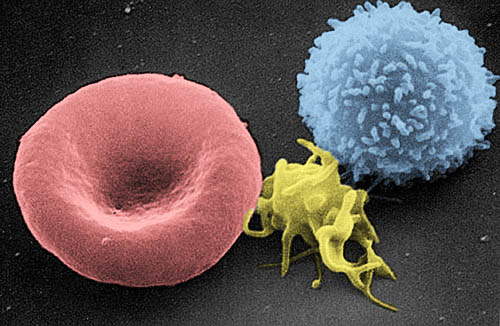
Les trois types de cellules sanguines vues au microscope électronique à balayage (image en fausses couleurs). De gauche à droite, un érythrocyte, un thrombocyte et un leucocyte.

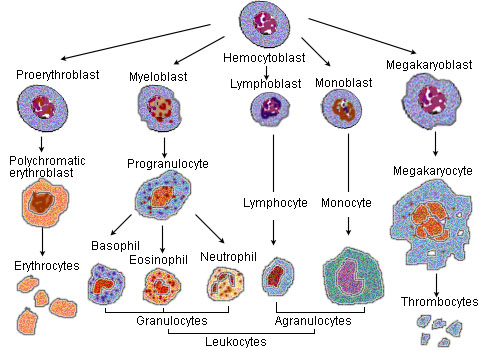
Genèse et classification des différents types de cellules sanguines. Les lymphocytes B et T ne sont pas détaillés, et il manque les lymphocytes NK, classés plutôt parmi les granulocytes.

On appelle « cellule sanguine », hématocyte ou élément figuré du sang toute cellule (ou tout organite de quelque type que ce soit) présente normalement dans le sang. Chez les mammifères, elles appartiennent à trois catégories qui correspondent à leur fonction et à certaines caractéristiques histologiques :
- les leucocytes ou globules blancs, qui agissent comme cellules de l'immunité et combattent les infections. Chez les humains, les leucocytes se subdivisent en :
  - granulocytes (aussi appelés improprement « polynucléaires » pour des raisons historiques)[2] :
    - neutrophiles ;
    - éosinophiles ;
    - basophiles ;

  - lymphocytes B, T et NK ;
  - monocytes ;
- les érythrocytes[2] ou globules rouges ou hématies, dont le but principal est le transport d'oxygène, issus de la transformation des réticulocytes qui en sont des formes primitives normalement très peu présentes dans le sang ;
- les thrombocytes[2] ou plaquettes sanguines, qui sont des fragments des mégacaryocytes (de grandes cellules de la moelle osseuse) et jouent un rôle important dans la coagulation sanguine.

Le terme de « cellule sanguine » est impropre (mais usuel) pour les deux dernières catégories car ce ne sont pas des cellules entières à proprement parler ; elles sont en effet dépourvues de noyau et donc de capacité de reproduction. On devrait plutôt les classer comme « organites sanguins », mais ils sont très largement présent dans le milieu intercellulaire (le plasma sanguin dont près de 99 % des « cellules sanguines » sont normalement constitués de ces organites essentiels au système respiratoire), et non dans le cytoplasme intracellulaire.
Toutefois, la membrane des hématies et des plaquettes a bien pour origine celle d’une cellule dont elles sont issues après avoir perdu non seulement leur noyau (et donc leur capacité d'auto-réparation ou de résister aux infections par des agents pathogènes extérieurs contaminant le plasma) et normalement tous les autres organites intracellulaires (et donc la capacité de produire leur propre énergie autrement que par fermentation ; c'est du moins le cas chez l'homme, certaines espèces animales ayant encore des organites présents dans les érythrocytes).
Normalement, les seules cellules du sang sont les leucocytes, présentes non seulement dans le plasma sanguin (faiblement), mais surtout dans la lymphe (normalement dépourvue d’érythrocytes et de thrombocytes, et donc assurant une circulation nettement plus aisée des leucocytes, principalement les lymphocytes) et sous des formes évoluées (granulocytes) dans d'autres tissus conjonctifs (muscles, os, système nerveux, derme) ou des formes primitives (notamment dans la moelle osseuse dont ils sont issus). En revanche les leucocytes sont absents des autres tissus non conjonctifs formés de cellules jointives (épithélium des muqueuses).